# Ian Bancroft, Baron Bancroft
Ian Powell Bancroft, Baron Bancroft (* 23. Dezember 1922 in Barrow-in-Furness; † 19. November 1996 in London) war ein britischer Regierungsrat.

## Leben
Ian Bancroft, Sohn eines Lehrers, besuchte die Sir William Turner’s Grammar School in Coatham (North Yorkshire) und das Balliol College in Oxford. Im Zweiten Weltkrieg diente er von 1942 bis 1943 in Frankreich in der Rifle Brigade und stieg bis zum Rang eines Captain auf.
Nach seinem Ausscheiden aus der Armee trat Bancroft in den Staatsdienst ein und amtierte von 1948 bis 1950 als Privatsekretär des zweiten Staatssekretärs für Finanzen, Henry Wilson Smith sowie von 1953 bis 1955 als jener des Schatzkanzlers Rab Butler, für den er anschließend von 1955 bis 1957 als Lordsiegelbewahrer tätig war. 1964 wurde er Kabinettschef des Schatzkanzlers Reginald Maudling und verblieb unter James Callaghan in dieser Position bis 1966, als er zum Staatssekretär im Schatzamt avancierte. 1968 wechselte er in derselben Stellung ins neu geschaffene Ministerium für öffentlichen Dienst. Anschließend fungierte er von 1970 bis 1972 als stellvertretender Staatssekretär und Generaldirektor für Organisation und Betriebe im Umweltministerium. Von 1972 bis 1973 war er Kommissar der Behörde für Zölle und Verbrauchsteuern und danach bis 1975 zweiter ständiger Staatssekretär im Ministerium für öffentlichen Dienst. Er kehrte von 1975 bis 1977 als ständiger Staatssekretär ins Umweltministerium zurück, bevor er 1978 ständiger Staatssekretär des Ministeriums für öffentlichen Dienst sowie Leiter des Home Civil Service wurde. Die Premierministerin Margaret Thatcher schaffte 1981 das Ministerium für öffentlichen Dienst ab, womit Bancrofts Laufbahn faktisch zu Ende ging.
1971 wurde Bancroft als Companion des Order of the Bath ausgezeichnet, sowie 1975 als Knight Commander und 1979 als Knight Grand Cross desselben Ordens geadelt. 1982 wurde er als Baron Bancroft, of Coatham in the County of Cleveland, zum Life Peer erhoben und erhielt dadurch einen Sitz im House of Lords.
Der seit 1950 mit Jean Swaine verheiratete Bancroft, der mit dieser seiner Gattin zwei Söhne und eine Tochter hatte, starb am 19. November 1996 im Alter von knapp 74 Jahren in London.